# Ириней (Афанасиадис)
Архиепископ Ириней (греч. Αρχιεπίσκοπος Ειρηναίος, в миру Николаос Афанасиадис, греч. Νικόλαος Αθανασιάδης; род. 9 августа 1933, Ретимнон) — епископ Константинопольской православной церкви, архиепископ Критский (2006-2021), предстоятель полуавтономной Критской православной церкви.
День тезоименитства — 23 августа (память святого Иринея Лионского).

## Биография
Родился 9 августа 1933 года в Ретимноне на Крите.
Образование получил в Церковном институте на Крите, семинарии на Халки (Константинопольский Патриархат) и в колледже святого Вонифатия в Уорминистере (Великобритания).
Был пострижен в монашество с наречением имени в честь священномученика Иринея Лионского. Церковное служение начал на приходе святых Петра и Павла в Бристоле (Константинопольский патриархат).
Затем служил на Крите, где возглавлял Церковный институт и был протосингелом Кисамской митрополии.
В феврале 1975 года был избран митрополитом Кидонийским и Апокоронским.
23 февраля 1975 года был хиротонисан во епископа с возведением в сан митрополита Кидонийского и Апокоронского. Хиротонию совершили: архиепископ Критский Евгений (Псалидакис), митрополиты Кисамский Кирилл (Киприотакис), Ламбийский Феодор (Цедакис), Ставропольский Максим (Репанеллис), Иринопольский Симеон (Амариллиос) и Колонийский Гавриил (Преметидис).
30 августа 2006 года, после смерти архиепископа Тимофея III, был единогласно избран архиепископом Критским. 24 сентября того же года состоялась его интронизация.
2 сентября 2021 года Синод Критской церкви принял решение об отстранении архиепископа Иринея от его обязанностей в связи с ухудшением состояния его здоровья. 3 декабря это решение было одобрено Священным Синодом Вселенского патриархата.